# Сифражеткиње
Сифражеткиња (енгл. suffragette) је назив који се крајем 19. и почетком 20. века у англосаксонским земљама, а поготово у Уједињеном Краљевству користио за припаднице покрета за једнако право гласа мушкараца и жена, односно увођење женског права гласа. Израз suffragette долази од енглеске речи suffrage за право гласа.

## Сифражеткиње у САД
Израз се данас користи за све припаднице тог покрета, али је у своје доба имао пејоративан призвук, односно њиме су се описивали пре свега припаднице радикалне фракције, окупљене око Социјално-политичке уније жена на челу с Емелин Панкхерст. Општи израз за чланове покрета, било радикалне, било конзервативне, односно мушкарце и жене, био је сифражисти. Тај се израз више користио у САД, где је покрет у основи био умеренији него у Уједињеном Краљевству. У Уједињеном Краљевству се израз сифражист користио за чланове Националне уније друштава за женско право гласа (NUWSS).

## Сифражеткиње у Уједињеном Краљевству
Сифражеткиње у Британији су изазвале велику пажњу, али и контроверзе тиме што су се користиле методама директне акције као што је везивање за пруге, подметање ватре у поштанске сандуке, разбијање прозора, а понекад и постављање мањих бомби. Једна од најспектакуларнијих таквих акција се догодила када на коњској трци Епсом Дерби, када је сифражеткиња Емили Дајвисон, искочила и била насмрт прегажена од краљевог коња 1913. године. Многе од њених истомишљеница су биле затваране, на што су реаговале организовањем штрајкова глађу, што је власти терало да користе присилно храњење.
Настојећи спречити да сифражеткиње стичу симпатије, британска влада је донела тзв. Закон о мачки и мишу којим су се затворенице обољеле због штрајка глађу пуштале, а хапсиле тек након опоравка.